# Ida Ekeroth Clausson
Ida Ella Marie Ekeroth Clausson, född 19 april 1991 i Leksbergs församling, Skaraborgs län, är en svensk politiker (socialdemokrat). Hon är ordinarie riksdagsledamot sedan 2022 (tidigare tjänstgörande talmansersättare 2015), invald för Västra Götalands läns östra valkrets.
Ekeroth Clausson kandiderade i riksdagsvalen 2014, 2018 och 2022, och blev ersättare. Hon var tjänstgörande talmansersättare för Urban Ahlin under perioden 12 oktober–31 december 2015. Ekeroth Clausson utsågs till ny ordinarie riksdagsledamot från och med 26 september 2022 sedan Carina Ohlsson avsagt sig uppdraget.
I riksdagen är Ekeroth Clausson ledamot i skatteutskottet sedan 2022. Hon har varit extra suppleant i kulturutskottet och skatteutskottet.